# NGC 2709
NGC 2709 је лентикуларна галаксија у сазвежђу Хидра која се налази на NGC листи објеката дубоког неба.
Деклинација објекта је - 3° 14' 33" а ректасцензија 8h 56m 12,8s. Привидна величина (магнитуда) објекта NGC 2709 износи 13,7 а фотографска магнитуда 14,7. NGC 2709 је још познат и под ознакама MCG 0-23-16, CGCG 5-35, NPM1G -03.0280, PGC 25103.